# AKG
AKG Acoustics 是哈曼国际工业旗下的音頻產品部门，成立于1947年。

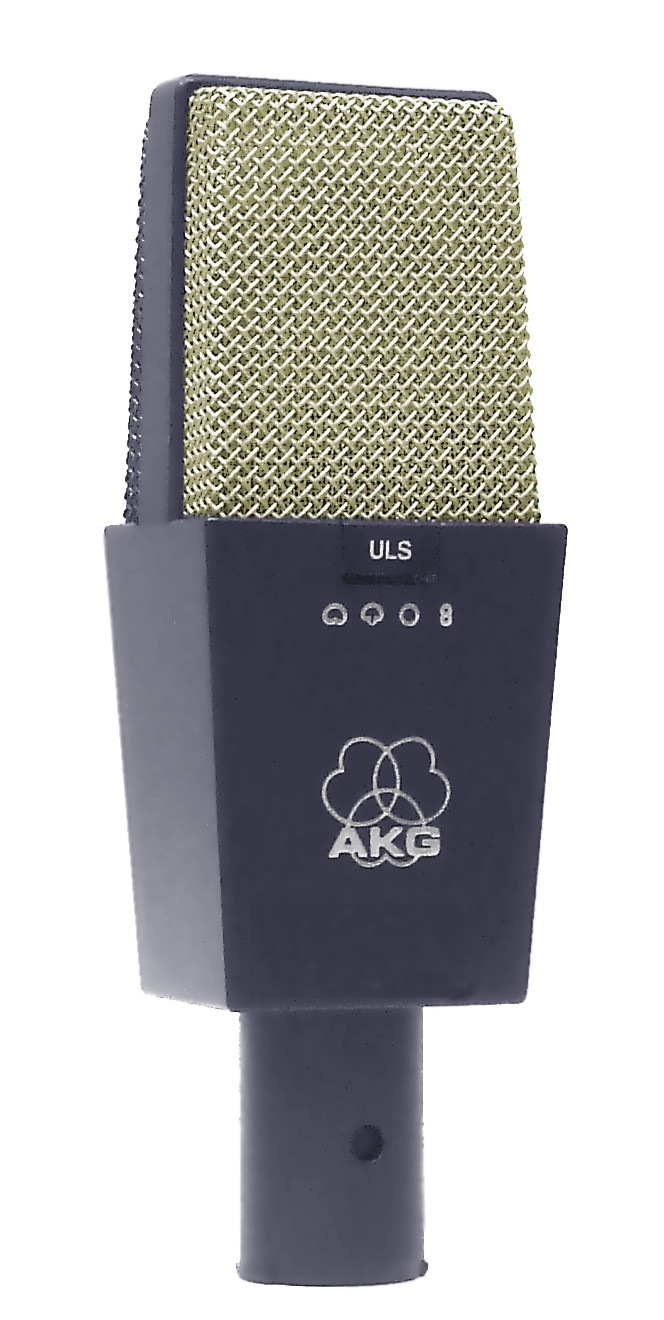
AKG C414 電容式麥克風

## 历史

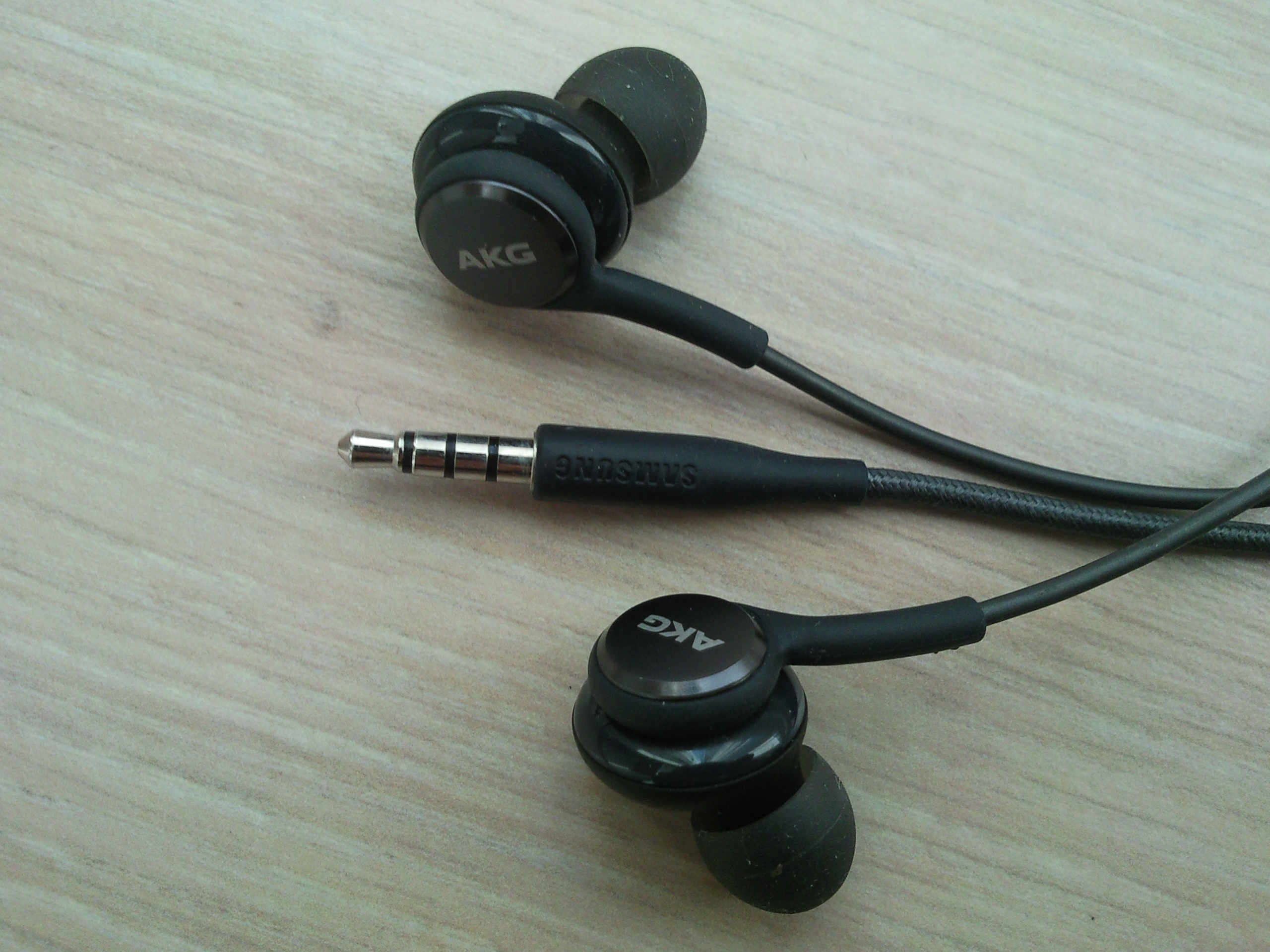
AKG與三星合作設計製造的耳機

第二次世界大战，奥地利百废待兴，许多制造行业已经毁于战火。鲁道夫·格瑞克博士（Dr. Rudolf Goerike）和恩斯特·普勒斯（Ernst Pless）两人在1947年创建了AKG公司Akustische und Kino-Gerate，意思是声音和电影设备。正如其名称所示，公司最初的业务是为电影院等机构开发和制造留声机、扩音器等音效设备。同年内，二人还生产出了公司的第一个麦克风C1型，不过全年之中只生产出了6只，两年后在这个产品的基础之上诞生出了划时代的C12型电子管麦克风，其首批用户包括著名的BBC广播电台，这种型号因为其优秀的性能至今仍在生产。1949年又开发出了其第一种耳机K120，50年代中AKG在话筒技术又取得了新的突破，开发出了移动音圈换能器和大负载的震动薄膜，改善了话筒的低频性能并在此基础之上于1953年推出了D12型话筒，这是世界上第一支心形指向动圈话筒。随着业务的扩张AKG也开始迈向国际市场，1955年在德国成立了其第一个海外分部。AKG还将产品销售到了东欧、亚洲以及拉丁美洲国家，50年代中AKG开发的标准录音室设备获得了巨大成功，例如便携式的BX10话筒、混音麦克风DX11。
60年代后，AKG因其优异的品質而获得了越来越多的认可，1964年的冬奥会中就使用了许多AKG的电影院音频设备。由于电视机的出现和发展，AKG在1965年决定放弃影院设备转而生产个人使用的音频设施，公司名称也改变为AKG Acoustics。这一时期的代表作品像是世界上第一支双声道心形话筒D202、D224。60年代末期AKG又继续在欧洲扩张，68年内相继成立了瑞士、英国分部，1970年它的收入达到了前所未有的2亿奥地利先令。
1977年时，公司创始人之一的普勒斯离开了AKG，加入了他父亲的塑料制品公司。在此之后，AKG的组织结构就发生了变化，飞利浦等公司开始入股AKG。同年，该公司的雇员达到了800人，它每周可生产2万付麦克风。1984年，AKG进入维也纳的股票市场向公众销售，公司创始人鲁道夫博士大约持有着四分之一的股份，剩余的股份通常是由银行或其他金融机构持有的。80年代中期AKG开始进入美国市场，1985年它在美国建立了其分公司。90年代初公司的业绩出现了下滑，1992年时第一次出现了亏本。90年代中期时公司一改之前的高价路线，开始推出价格低廉的声音设备。1994年，AKG加入哈曼國際工業，韓國三星電子於2016年以80億美元收購哈曼國際工業，因此AKG也成為三星電子旗下品牌之一。21世纪初公司又开始开辟廉价家庭录音设备这一新兴市场，产品线的扩张也使得AKG在生产模式上有了转变。它的产品在1997年时有十分之一是由其他厂家代工的，到2000年时已经变为了45%。

## 麦克风
- D130 - 记者经常使用的一个全向麦克风
- D202 - 双囊动态麦克风，在英国议会配置
- D330 -高端专业人士使用的动态声乐麦克风
- D112 - 大振膜动态话筒，适合流行的大鼓和其他低音乐器
- C12 - 阀门电容式麦克风 - 原版本在收藏家的售价为10,000美元左右
- C414 - 大振膜电容式多变量拾音麦克风
- C451 - 小振膜电容式麦克风
- C535 -高品质的电容式话筒。[6]

## 耳机
AKG同时也生产了一系列高规格的耳机。
AKG耳机以其独特的音色名扬天下，中高频的柔美与骨感是AKG独树一帜的特色，其宽大的音场，良好的高频延伸，细腻丰满的中频音色，干练的低频，用来聆听人声、歌剧、艺术歌曲、小提琴、钢琴、协奏曲等小型作品更是得心应手。

### K系列耳罩式耳機
- K141S、K141 MKII
- k270、k280、k290 - 學稜鏡雙單體封閉式耳機
- K271S、K271 MKII
- K240系列 - 經典的半開放式監聽耳機
- K550
- K501
- K612 PRO、K601 - 次旗艦級監聽耳機
- K701 - 曾經是AKG事實上的旗艦耳機，在發燒友圈子中以難推聞名。由於在動畫《K-ON！輕音部》中被主角之一的秋山澪配戴，而又被稱為大手辦。
- K702 - 旗艦級監聽耳機
- K712 PRO - K701的增強版，官方宣稱在低頻方面增加了約3dB。該耳機亦可用作監聽之用[8]
- K812 - AKG 於2013年推出的旗艦開放式耳機
- K872 - K812的封閉式版本
- K1000 - 曾经的顶级旗舰，以类似音响的声学结构而著称

### 旗舰級耳塞
- K3003 - AKG目前的旗艦級入耳式耳塞。於推出時售價高達1299美元，引發了廠商推出高價入耳耳機的熱潮。
- N5005 - AKG目前的旗艦級挂耳式耳塞。於2018年1月推出，官網售價爲999.95美元。[9]

值得一提的是，在AKG中高端型号耳机会采用一种叫Varimotion的振膜技术，这是通过均一厚度的热塑性塑膠薄膜，生产出有不同厚度的振膜的方法。能够为耳机带来更美妙独特的声音。
目前仍有不少录音棚都在使用含Varimotion振膜技术的AKG K240系列耳机，并广受赞誉。